# Ратинген
Ра́тинген (нем. Ratingen) — город в Германии, в земле Северный Рейн-Вестфалия.
Подчинён административному округу Дюссельдорф. Входит в состав района Меттман. Население составляет 87,4 тыс. человек (2022), что делает город первым по количеству жителей в районе Меттман. Занимает площадь 88,72 км². Официальный код — 05158028.
Город подразделяется на 6 городских районов.

## История
Впервые город упоминается ещё в 849 году. 11 декабря 1276 года граф Адольф V фон Берг пожаловал Ратингену статус города. В 1641 году , во время Тридцатилетней войны, крепостная стена была окончательно разрушена. В тот момент населения составляло только 140 человек, в XV веке население составляло ещё 1000 человек. Но именно в этом якобы не значительном городе в 1783 году Иоганн Готфрид Брюгельманн основал хлопчатобумажную фабрику, первую фабрику на европейском материке. Во время Второй мировой войны с 1943 года проводились бомбардировки города, в результате которых погиб 291 человек.

## Достопримечательности
- Церковь Святых Апостолов Петра и Павла
- Водный замок Линнеп
- Замок Ландсберг
- Замок Хауз

## Города-партнёры
- Мобёж, Франция (с 1958)
- Ле-Кенуа, Франция (с Хёзелем, с 1963)
- Крамлингтон[англ.], Великобритания (с 1967)
- Вермиллион (Южная Дакота), США (с 1969)
- Коккола, Финляндия (с 1989)
- Белиц, Германия (с 1990)
- Гагарин, Россия (с 1998)
- Уси, Китай, (с 2007)